# Dipturus australis
Dipturus australis és una espècie de peix de la família dels raids i de l'ordre dels raïformes.

## Morfologia
- Els mascles poden assolir 50 cm de longitud total.[5][6]

## Reproducció
És ovípar i les femelles ponen càpsules d'ous, les quals presenten com unes banyes a la closca.

## Hàbitat
És un peix marí, de clima temperat (27°S-36°S) i demersal que viu entre 50–180 m de fondària.

## Distribució geogràfica
Es troba a l'oceà Pacífic occidental: és un endemisme d'Austràlia.